# Jacek Chmieliński
Jacek Marian Chmieliński – polski matematyk, doktor habilitowany nauk matematycznych, profesor Uniwersytetu Komisji Edukacji Narodowej w Krakowie, specjalista od równań funkcyjnych.

## Kariera naukowa
W 1987 roku na Uniwersytecie Jagiellońskim uzyskał tytuł magistra matematyki. w tym samym roku został zatrudniony na Uniwersytecie Komisji Edukacji Narodowej w Krakowie, gdzie w 1994 roku na jego Wydziale Matematyczno-Fizyczno-Technicznym uzyskał stopień doktora nauk matematycznych w zakresie matematyki na podstawie rozprawy pt. Przybliżone rozwiązania równania ortogonalności, której promotorem był prof. Józef Tabor. W 2008 roku Wydział Matematyki, Fizyki i Chemii Uniwersytetu Śląskiego nadał mu stopień doktora habilitowanego nauk matematycznych w dyscyplinie matematyki na podstawie pracy pt. Odwzorowania aproksymatywnie zachowujące ortogonalność i iloczyn skalarny.